# Władysław Rozmarynowski
Władysław Stefan Rozmarynowski, ps. Stefan Żarski (ur. 2 stycznia 1897 w Warszawie, zm. 1946) − major Wojska Polskiego i urzędnik państwowy, kawaler Orderu Virtuti Militari.

## Życiorys
Urodził się 2 stycznia 1897 roku w Warszawie, w rodzinie Józefa i Stanisławy z Głowińskich. Ukończył 6-klasową Szkołę Ogólnokształcącą w Warszawie. W latach 1912−1914 uczęszczał do Szkoły Mechaniczno-Technicznej Wawelberga i Rotwanda. Od 1912 działał w Organizacji Młodzieży Niepodległościowej „Zarzewie” oraz był członkiem Polskich Drużyn Strzeleckich. W czerwcu 1914 jako Stefan Żarski wyjechał do Nowego Sącza na kurs instruktorski Drużyn Strzeleckich, skąd został wcielony do I Kompanii Kadrowej. W czasie I wojny światowej służył w 1 plutonie I Brygady Legionów Polskich. Po wyzdrowieniu powrócił do służby, trafił do 4 kompanii 6 pułku piechoty Legionów. Został ranny w bitwie pod Opatowem 7 marca 1916 roku i trafił do rosyjskiej niewoli, z której uciekł na przełomie 1917 i 1918 roku, po ucieczce współorganizował POW. Od 1919 do 1927 roku pracował w Sekcji Opieki Ministerstwa Spraw Wojskowych, po czym przeszedł do pracy w cywilnej administracji państwowej.
Od 1927 roku pracował dwa lata jako starosta sandomierski, jednocześnie został naczelnikiem w Chropaczowie. W Chropaczowie był także prezesem gniazda „Sokoła”. Z dniem 31 grudnia 1928 roku przeniesiono go na stanowisko starosty do Rawy Mazowieckiej, a po kolejnych trzech latach (1932) mianowano starostą płockim. Od 1936 do 1939 roku był natomiast starostą częstochowskim. Podczas kampanii wrześniowej ewakuował się na Kresy Wschodnie, a następnie do Rumunii i na Węgry.
Był żonaty z Marią z domu Przastkówna. Dzieci nie mieli.
Zmarł na emigracji w 1946 roku.

## Ordery i odznaczenia
- Krzyż Srebrny Orderu Wojskowego Virtuti Militari nr 6361[3]
- Krzyż Niepodległości (17 marca 1932)[7]
- Srebrny Krzyż Zasługi (10 listopada 1928)[8]
- Medal Pamiątkowy za Wojnę 1918−1921[3]
- Medal Dziesięciolecia Odzyskanej Niepodległości[3]
- Odznaka Pamiątkowa „Pierwszej Kadrowej”[9]